# Tetrastichus miser
Tetrastichus miser är en stekelart som först beskrevs av Christian Gottfried Daniel Nees von Esenbeck 1834.  Tetrastichus miser ingår i släktet Tetrastichus och familjen finglanssteklar. Enligt den finländska rödlistan är arten nära hotad i Finland. Arten är reproducerande i Sverige. Artens livsmiljö är lundskogar. Inga underarter finns listade i Catalogue of Life.